# Tetramorium coillum
Tetramorium coillum är en myrart som beskrevs av Bolton 1979. Tetramorium coillum ingår i släktet Tetramorium och familjen myror. Inga underarter finns listade i Catalogue of Life.

## Bildgalleri

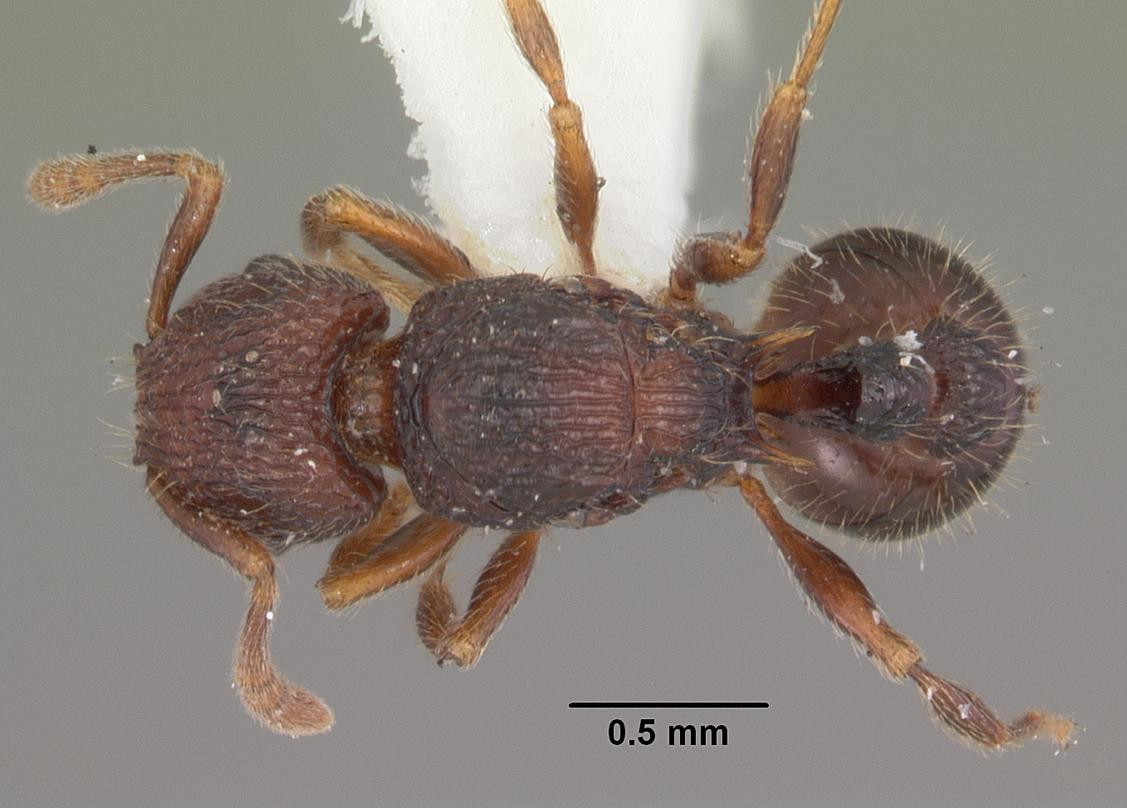
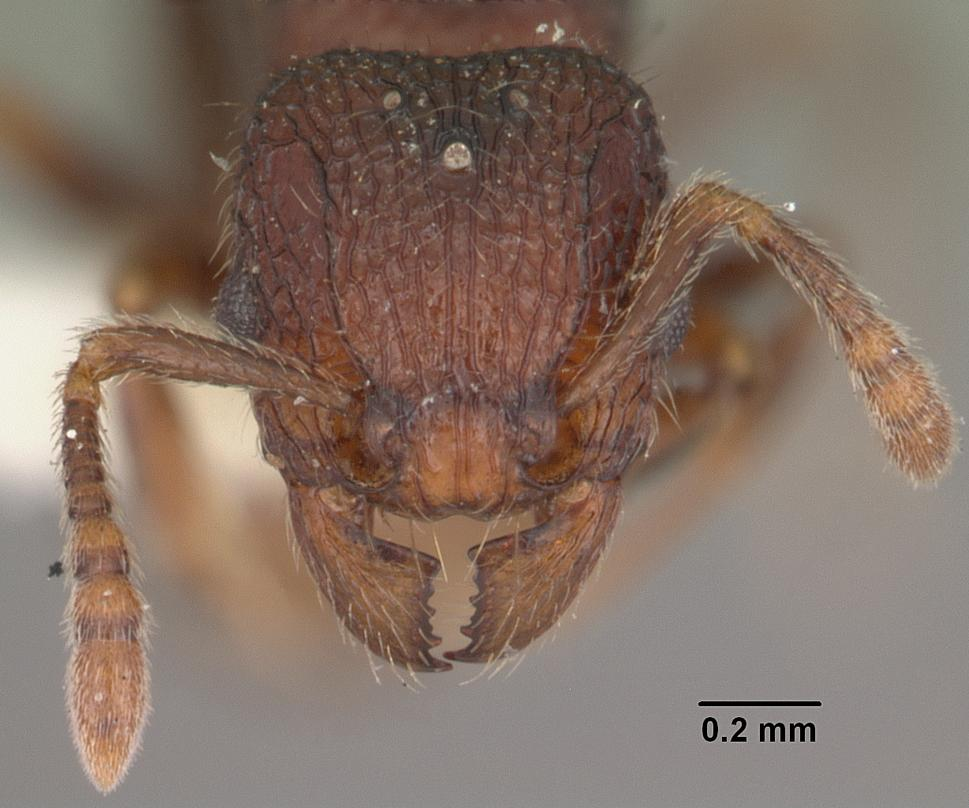
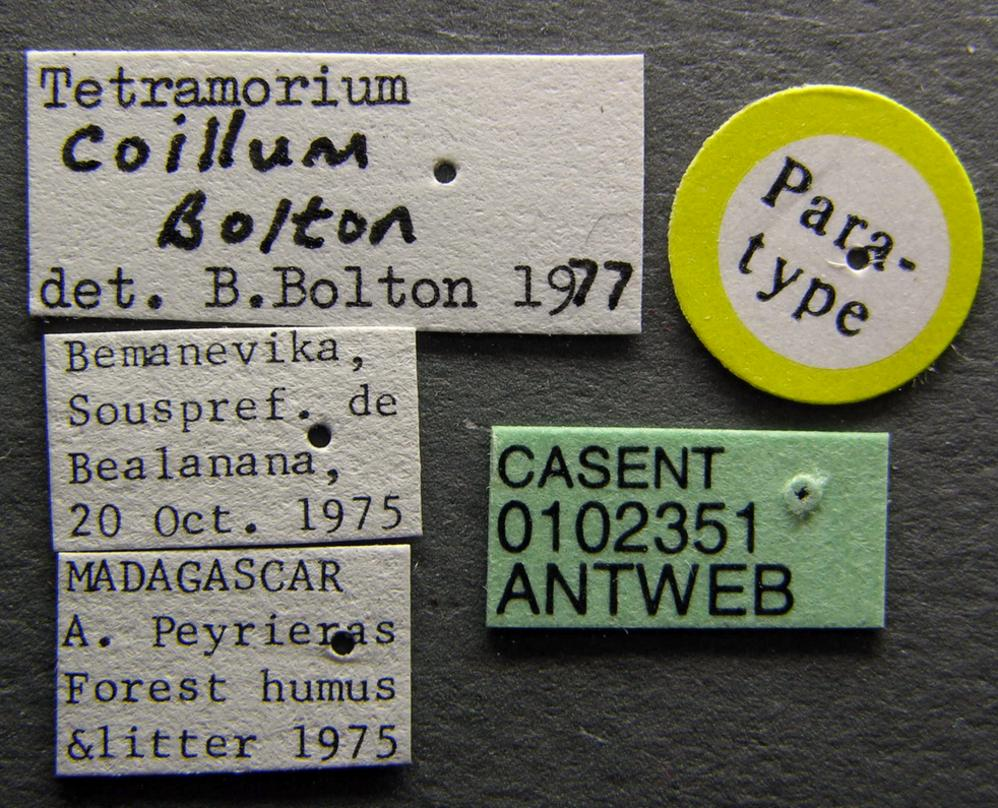
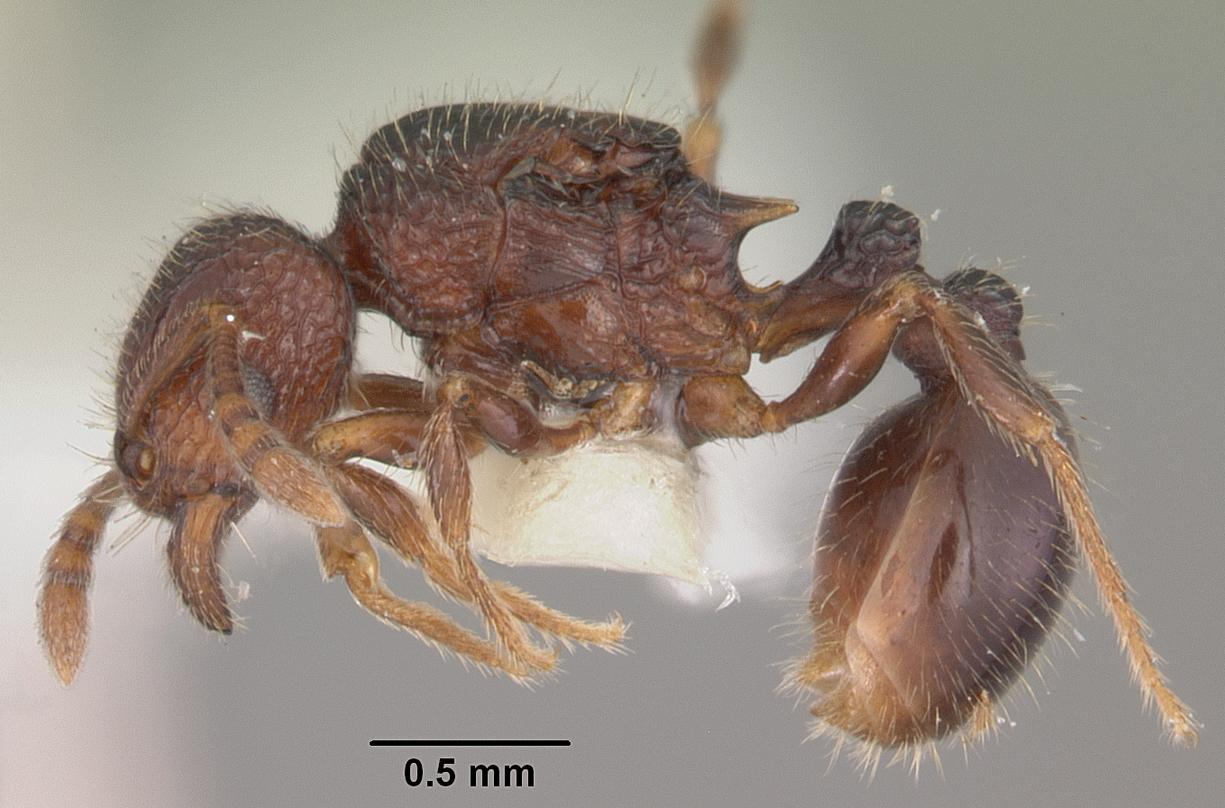
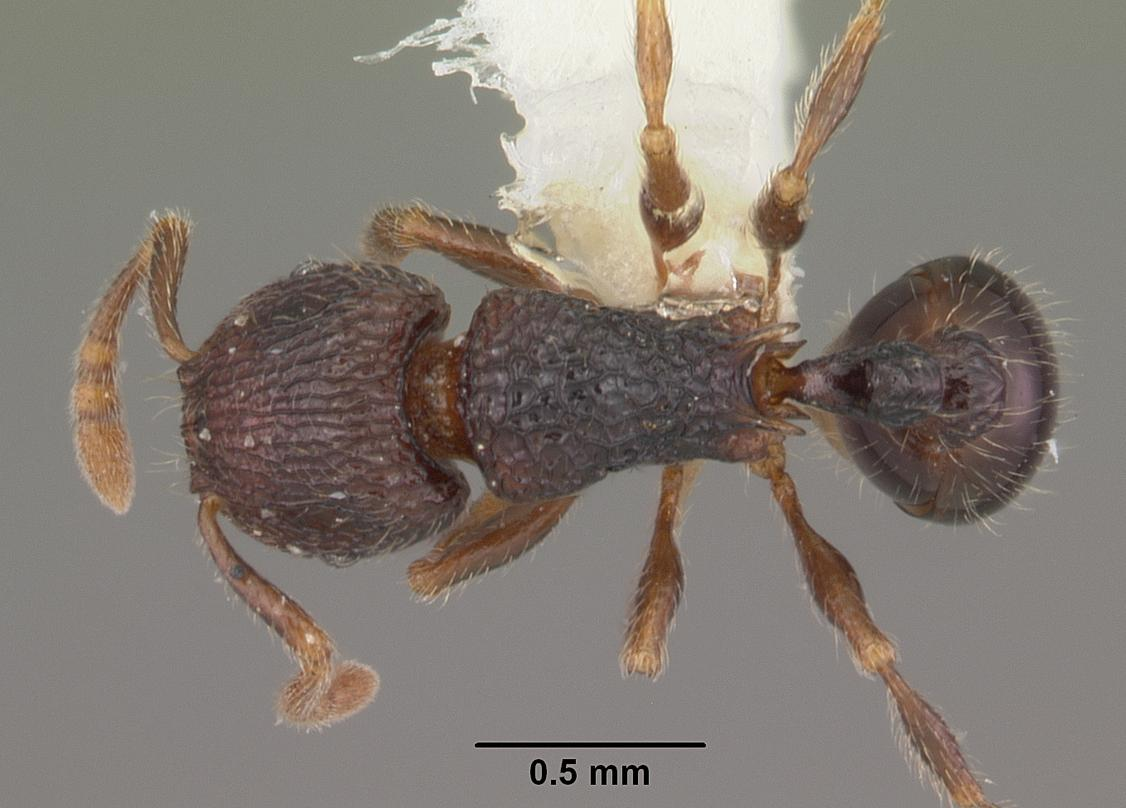
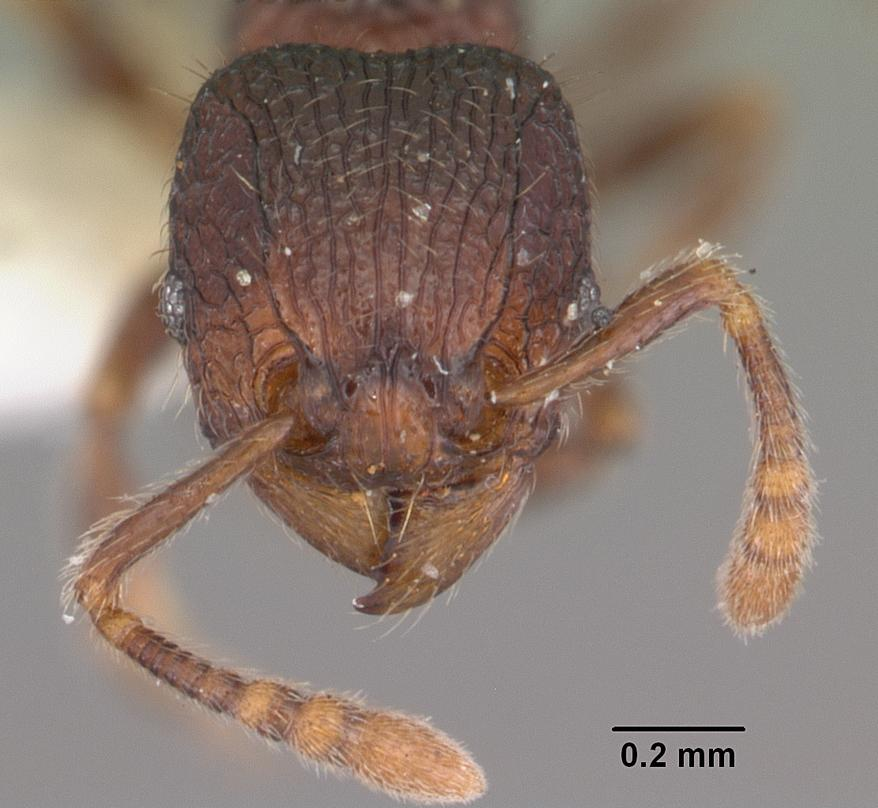